# Петровский парк (Санкт-Петербург)
Петровский парк — парк площадью 28,79 га, расположенный на Петровском острове в Петроградском районе Санкт-Петербурга.
Автор проектов парка и руководитель работ — инженер генерал-лейтенант А. Д. Готман. Садовый мастер – Ф. Гаврилов. Производитель работ — инженер-капитан И. Ф. Буттац. Подрядчики: земляные работы — ораниенбаумский купец 1-й гильдии В. Я. Пальгунов, крестьяне С. Н. Третьяков, Ф. Кузнецовский, ямщик Я. Тоскин; строительство деревянных мостов — купец В. Я. Пальгунов.

## История создания
Парк был создан в 1837—1840 годах по приказу императора Николая I. Строительство осуществлялось на средства города Комитетом городских строений.
В 1841 году по указу императора Николая I Петровский остров и значительная часть парка были «пожалованы в дар» цесаревичу великому князю Александру Николаевичу. При этом основная территория Петровского парка находилась в ведении Санкт-Петербургского городского общественного управления и содержалась на городские средства. С 1844 по 1865 годы парк состоял в ведении Правления 1-го округа путей сообщения и публичных зданий. Средства на его содержание выделялись из бюджета Петербурга.
В 1865 году по приказу императора Александра II участок парка у 3-го Петровского моста, выходивший к Малой Неве, площадью 0,33 га, был передан в пользование Английскому гребному клубу, впоследствии сменившему название на Английское гребное общество «Стрела». Позже размер переданного участка сократили до 0,26 га. В 1865 году парк снова перешёл в ведение Санкт-Петербургского городского общественного управления.
В 1876 году на парковой площадке недалеко от Ждановского моста была выстроена деревянная открытая беседка с десятью столбами и крышей. К двум входам в беседку, расположенным с противоположных сторон, вели высокие деревянные лестницы. В 1885 году в парке было высажено 140 деревьев, исправлены и обложены дёрном дорожки.
В 1899 году по приказу императора Николая II восточная часть парка площадью 13,62 га была безвозмездно предоставлена Санкт-Петербургскому городскому попечительству о народной трезвости для устройства народных гуляний и развлечений. В неё вошёл и участок, ранее выделенный в пользование Английскому гребному обществу «Стрела», со всеми его постройками.
На территории парка, занятой городским попечительством о народной трезвости, были построены театр, открытая сцена, катальные горы, карусели, качели, лодочная пристань, чайная, несколько столовых и квасных.

## Структура парка
Создание Петровского парка проходило в два этапа:
В 1837—1839 годах устроена первая, большая часть парка от восточной оконечности Петровского острова до территории бывшего воскобелильного завода. Естественные заливы, врезавшиеся в массив острова в этой части, были превращены в два обширных пруда, соединявшихся протоками друг с другом и рекой Малой Невой. В одном из прудов был создан искусственный островок.
Также были возведены пять деревянных мостов. Два из них — через реку Ждановку: Кадетский, расположенный напротив главного здания Второго кадетского корпуса, соединял Петровский остров и парк с Петербургской стороной; 1-й Ждановский мост вел на дамбу Тучкова моста. Остальные три моста (1-й, 2-й и 3-й Петровские) были перекинуты через протоки парковых прудов.
От Ждановского моста через весь парк были проложены ездовые аллеи шириной 10,67 м, которые шли вдоль рек Ждановки и Малой Невы, огибая пруды. Вдоль ездовых аллей проходили пешеходные дорожки шириной 2,13 м. В восточной части парка была устроена большая овальная площадка. Древесные и кустарниковые куртины, разбитые на территории парка, чередовались с естественными лесами и лугами. Ездовые аллеи были ограждены надолбами, края пешеходных дорожек выстланы дёрном. В Петровском парке росли: берёза, липа, клен, тополь, ясень, рябина, ива, акация, боярышник, жимолость татарская, спирея, дерен, сирень обыкновенная, шиповник.
В 1840 году на территории бывшего Придворного воскобелильного завода создана вторая часть парка. Здесь, вдоль северной границы, проходил участок Петровского шоссе (Петровский проспект), проложены ездовые аллеи и пешеходные дорожки. В этой части парка преобладал природный сосновый лес.